# Kingda Ka

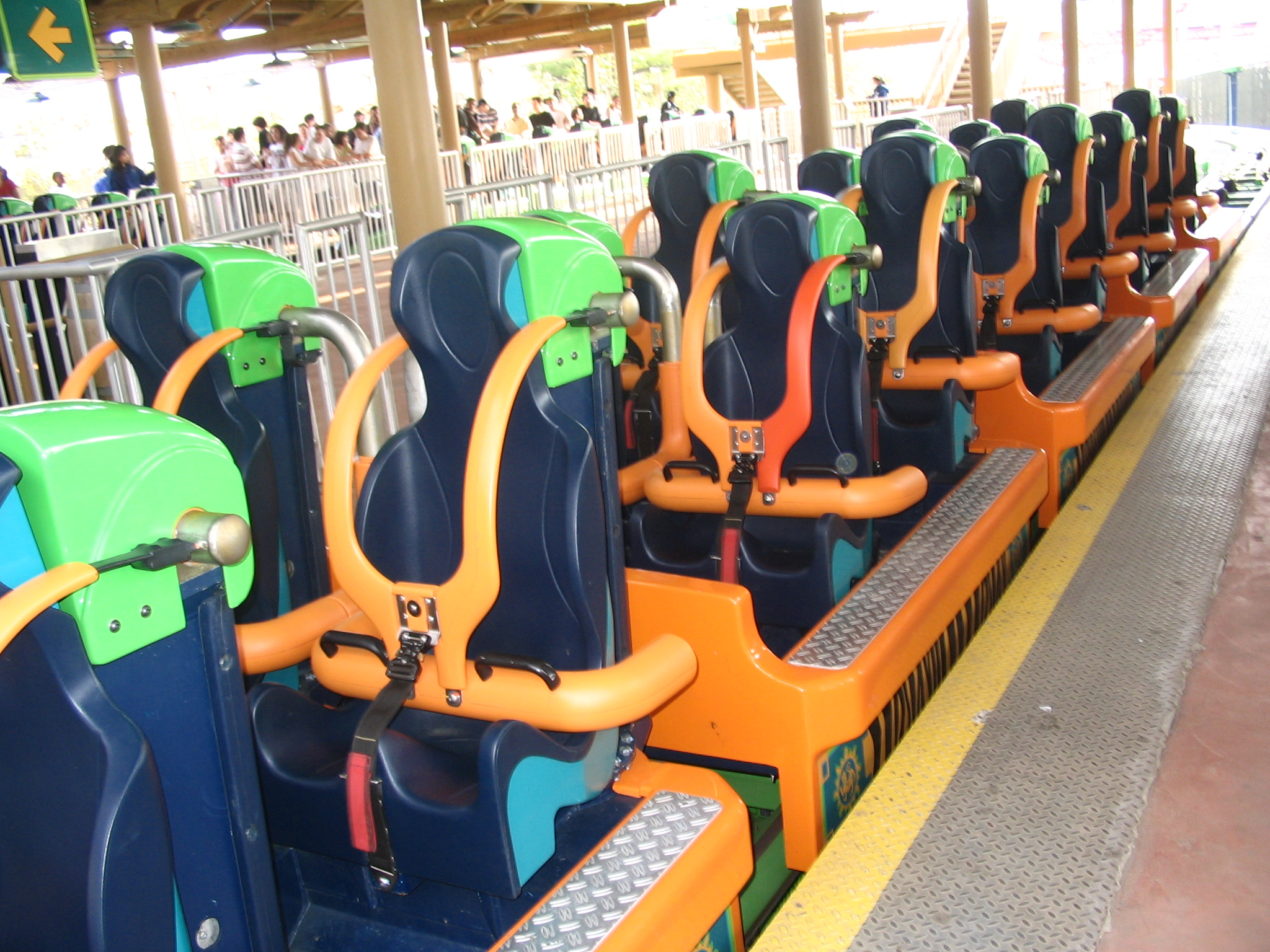
Tren de l'atracció

Kingda Ka és una muntanya russa inaugurada el 21 de maig del 2005. L'atracció està situada a l'àrea The Golden Kingdom del parc Six Flags Great Adventure, a Jackson Township, Nova Jersey.

## Fitxa
| Tipus       | Acer - assentada |
| Model       | Accelerator      |
| Fabricant   | Intamin AG       |
| Longitud    | 950.4m           |
| Altitud     | 139m             |
| Velocitat   | 206 km/h         |
| Acceleració | 3.5s             |
| Inversions  | 0                |
| Duració     | 28s              |

## Funcionament

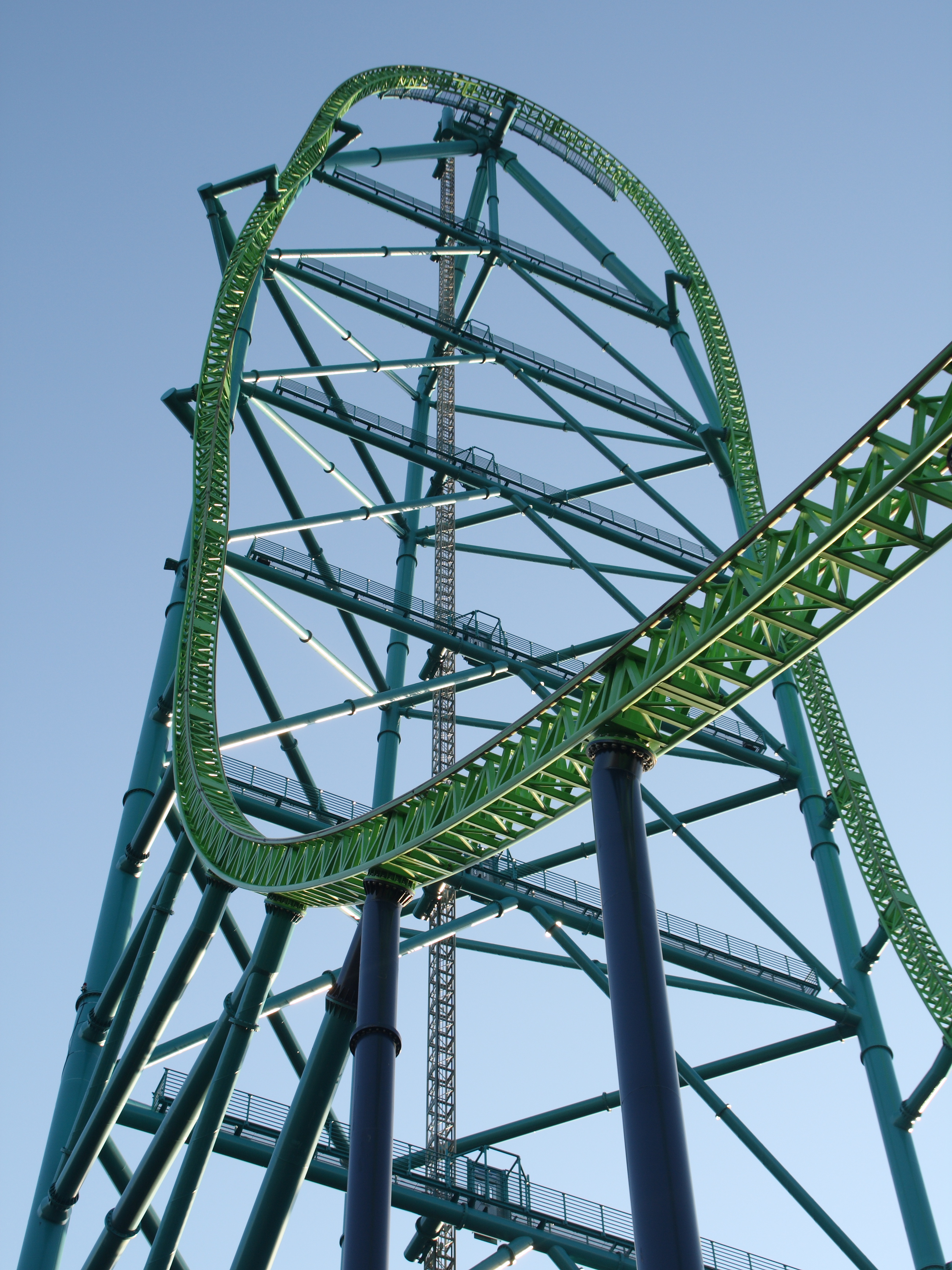
Torre principal

Kingda Ka és una muntanya russa de tipus accelerator que amb només 3.5s passa de 0 a 206 km/h per escalar una torre de 139m d'alçada.
El sistema que usa per llançar el tren a aquestes velocitats és un sistema hidràulic. El tren s'enganxa a una peça lligada per un cable d'acer que, aquest, està enganxat a un gran sistema hidràulic. Quan s'activa el motor, una bobina gegant comença a girar a grans velocitats, enrotllant el cable i, conseqüentment, arrossegant el tren.
El sistema de frens és un sistema magnètic. El tren porta incorporats uns imants permanents que, al passar per unes plaques metàl·liques situades a la via, creen un cap magnètic amb suficientment força com per frenar el tren.

## Rècords
L'any 2005, Kingda Ka va batre dos registres, el de la muntanya russa més ràpida, i alta del món. Aquestes dues marques estaven assignades a la Top Thrill Dragster, una muntanya russa similar situada al parc Cedar Point, a Ohio.
Actualment, Kingda Ka continua conservant el rècord de la muntanya russa més alta, però el de la muntanya russa més ràpida ha sigut superat per la Formula Rossa, a Dubai, amb 240 km/h.

## Curiositats
A vegades, el motor no agafa suficient potència com per fer que el tren passi la torre principal, aleshores passa l'anomenat Rollback i es veu obligat a tornar a l'inici, però d'esquena.
A dalt de tot de la torre, hi ha uns petits frens, per així poder contemplar el paisatge i l'alçada de torre.